# هرمس (دی‌سی کامیکس)
هرمس (به انگلیسی: Hermes) یک شخصیت خیالی در کتاب‌های کامیک آمریکایی منتشر شده توسط دی‌سی کامیکس و رسانه‌های مرتبط با آن است. این شخصیت با الهام از ایزد پیام‌رسان در اساطیر یونانی به همین نام ساخته شده‌است. این شخصیت توسط ویلیام مولتن مارستون و هری جرج پیتر خلق شده‌است که برای نخستین بار در شمارهٔ ۱ از مجموعه واندر وومن (ژوئن ۱۹۴۲) حضور پیدا کرد. هرمس پیام‌رسان ایزدان به‌شمار می‌رود. او در تبدیل مجسمه‌ای از خاک رس به یک نوزاد واقعی به ملکه هیپولیتا کمک کرد که منجر به خاستگاه پرنسس دایانا شد.